# Serjania tricostata
Serjania tricostata är en kinesträdsväxtart som beskrevs av Ludwig Radlkofer. Serjania tricostata ingår i släktet Serjania och familjen kinesträdsväxter. Inga underarter finns listade i Catalogue of Life.